# Ryan Christie (Fußballspieler)
Ryan Christie (* 22. Februar 1995 in Inverness) ist ein schottischer Fußballspieler, der seit 2021 beim englischen Erstligisten AFC Bournemouth unter Vertrag steht.

## Karriere

### Verein
Ryan Christie wurde im Februar 1995 als Sohn des ehemaligen Fußballprofis Charlie Christie in Inverness geboren. Während dieser Zeit spielte sein Vater für Inverness Caledonian Thistle. Nachdem sein Vater im Jahr 2004 die Karriere beendet hatte, zog die Familie nach Fraserburgh. Ryan Christie begann 2006 seine Karriere in der Jugend des FC Fraserburgh, für den er bis zum Ende des Jahres 2011 spielte. Im Januar 2012 unterschrieb er einen Vertrag bei Inverness Caledonian Thistle. Für die Caley Jags debütierte Christie in der Saison 2013/14 in der ersten Mannschaft. Er wurde bei seinem Debüt gegen Celtic Glasgow für Marley Watkins eingewechselt. In der gleichen Spielzeit erreichte er mit der Mannschaft das Finale im schottischen Ligapokal das im Elfmeterschießen gegen den FC Aberdeen verloren wurde, Christie wurde dabei in der 100. Spielminute der Verlängerung eingewechselt. In seiner ersten Profisaison spielte er in 15 Ligaspielen und konnte dabei drei Treffer erzielen. In der folgenden Saison gewann er mit Inverness erstmals in der Vereinsgeschichte den schottischen Pokal. Christie wurde in der 72. Minute gegen den späteren Siegtorschützen James Vincent ausgewechselt. Am Saisonende 2014/15 wurde Christie zudem zum SFWA Young Player of the Year gewählt. Im September 2015 wechselte das 20-jährige Talent für eine Ablösesumme von 500.000 £ zu Celtic Glasgow und unterschrieb einen Vierjahresvertrag. Bereits einen Tag nach seiner Unterschrift in Glasgow, wurde er bis zum Ende der Saison 2015/16 nach Inverness verliehen. Im Dezember 2015 kündigte der Celtic FC an die Leihe im Januar zu beenden, sodass Christie in der Rückrunde für diesen Verein spielen werde. Er debütierte für Celtic am 23. Spieltag gegen den FC St. Johnstone als er in der zweiten Halbzeit für Stuart Armstrong eingewechselt wurde. Im Januar 2017 wurde Christie an den FC Aberdeen verliehen. Die Leihe wurde auf die Saison 2017/18 ausgeweitet.
Am 31. August 2021 wechselte Ryan Christie zum englischen Zweitligisten AFC Bournemouth und unterschrieb einen bis 2024 gültigen Vertrag. Am Saisonende stieg er mit der Mannschaft in die Premier League auf.

### Nationalmannschaft
Ryan Christie debütierte im September 2014 in der Schottischen U-21 gegen Luxemburg. Im selben Jahr folgte ein weiterer Einsatz gegen die Schweiz. Bei seinem vierten Einsatz für die U-21 Junioren konnte Christie beim 2:1-Erfolg über Nordirland seinen ersten Treffer im Trikot von Schottland erzielen. Im Jahr 2017 debütierte Christie in der A-Nationalmannschaft gegen die Niederlande. In seinem zehnten Einsatz gelang ihm im November 2019 sein erster Treffer, als er gegen Zypern traf. Zur Fußball-Europameisterschaft 2021 wurde er in den schottischen Kader berufen, kam aber mit diesem nicht über die Gruppenphase hinaus.

## Erfolge
mit Inverness Caledonian Thistle:
- Schottischer Pokalsieger: 2015

mit Celtic Glasgow:
- Schottischer Meister: 2016, 2019, 2020, 2022
- Schottischer Pokalsieger: 2019, 2020
- Schottischer Ligapokal: 2017, 2019, 2020